# Акіачак (Аляска)
Акіачак (англ. Akiachak) — переписна місцевість (CDP) в США, в окрузі Бетел штату Аляска. Населення — 677 осіб (2020).

## Географія
Акіачак розташований за координатами 60°54′58″ пн. ш. 161°24′17″ зх. д. / 60.91611° пн. ш. 161.40472° зх. д. (60.916162, -161.404695).  За даними Бюро перепису населення США в 2010 році переписна місцевість мала площу 19,54 км², з яких 19,52 км² — суходіл та 0,02 км² — водойми. В 2017 році площа становила 18,27 км², уся площа — суходіл.

## Демографія
Згідно з переписом 2010 року, у переписній місцевості мешкало 627 осіб у 150 домогосподарствах у складі 129 родин. Густота населення становила 32 особи/км².  Було 183 помешкання (9/км²).
Расовий склад населення:
| - 95,1 % — корінних американців - 3,5 % — білих - 0,2 % — чорних або афроамериканців - 0,2 % — азіатів |

До двох чи більше рас належало 1,1 %. Частка іспаномовних становила 0,2 % від усіх жителів.
За віковим діапазоном населення розподілялося таким чином: 38,1 % — особи молодші 18 років, 55,5 % — особи у віці 18—64 років, 6,4 % — особи у віці 65 років та старші. Медіана віку мешканця становила 24,6 року. На 100 осіб жіночої статі у переписній місцевості припадало 94,1 чоловіків;  на 100 жінок у віці від 18 років та старших — 102,1 чоловіків також старших 18 років.
Середній дохід на одне домашнє господарство  становив 50 068 доларів США (медіана — 38 750), а середній дохід на одну сім'ю — 51 732 долари (медіана — 39 688). Медіана доходів становила 42 500 доларів для чоловіків та 28 125 доларів для жінок. За межею бідності перебувало 26,1 % осіб, у тому числі 26,9 % дітей у віці до 18 років та 8,6 % осіб у віці 65 років та старших.
Цивільне працевлаштоване населення становило 145 осіб. Основні галузі зайнятості: освіта, охорона здоров'я та соціальна допомога — 37,9 %, публічна адміністрація — 26,2 %, роздрібна торгівля — 8,3 %, будівництво — 6,2 %.